# Істомін Михайло Павлович
Істомін Михайло Павлович (17(05).10.1855 — після 1932) — історик, археограф, мистецтвознавець, літературознавець, педагог.
Дійсний член Історичного товариства Нестора-літописця (1880), Одеського товариства історії та старожитностей (1890), Московського археологічного товариства (1898), Історико-філологічного товариства при Новоросійському університеті, член Віленської археографічної комісії (1901), Італійського історичного товариства в Римі (1909).
Народився в м. Київ. По закінченні історико-філологічного факультету Київського університету здобув ступінь магістра (1878). 1879–99 — учитель історії в Київському, Керченському та Одеському інститутах шляхетних дівчат, 1899—1919 — учитель історії та літератури у Віленській та Київській жіночих гімназіях, 1919–24 викладав у київських трудових школах. 1924–30 — співробітник Історико-філологічного відділу ВУАН, зокрема Комісії Старого Києва та Правобережної України. Учасник археологічних з'їздів у Вільно (1893; нині м. Вільнюс), Ризі (1896; нині столиця Латвії) та Києві (1899). Для останнього влаштував першу в Україні виставку старожитнього малювання та іконографії 16–18 ст.
Разом з І.Каманіним уклав «Сборник исторических материалов, извлеченных из древних актовых книг Киевского Центрального архива при Университете св. Владимира» (вип.1, К., 1890). Архів І. зберігається в Інституті рукопису НБУВ.